# Isa Demir
Isa Demir (sinh ngày 10 tháng 8 năm 1985) là một cầu thủ bóng đá người Thụy Điển-Assyria thi đấu ở vị trí hậu vệ cho Syrianska FC.